# Stjernemagnolie
Stjernemagnolie (Magnolia stellata), også skrevet Stjerne-Magnolie, er – hos os – en stor busk med en tæt grenet og rundkronet vækstform. Den har store, lysende hvide blomster. Den unge bark dufter krydret.

## Beskrivelse
Barken er først lysegrøn og dækket af et lag silkehår. Senere bliver den næsten nøgen og grågrøn. Til sidst bliver den grå og let opsprækkende. Knopperne er spredte, og bladknopperne er tæt tilliggende og gråbrune med sølvskinnende hår, mens de endestillede blomsterknopper er væsentligt større og helt dækket af grå silkehår (de ligner pilerakler). 
Bladene er omvendt ægformede til lancetformede med bølget rand. Oversiden er lysegrøn og lidt ru, mens undersiden har samme farve, men med hårede ribber. Høstfarven er gul. Blomsterne springer ud før løvspring. De er hvide med de mange kronblade udbredt stjerneformet (og ikke tulipanformet!). De dufter svagt, men dejligt. Frugtstanden er let at kende, og den bærer af og til modne frø.
Rodnettet består af tykke hovedrødder, der når langt ud og ned. Siderødderne er stærkt forgrenet og ligger meget højt i jorden. 
Højde x bredde og årlig tilvækst: 3 x 3 m (10 x 10 cm/år).

## Hjemsted
Stjernemagnolie gror i fugtige bjergskove i Japan sammen med de japanske arter af tornaralie, Alnus japonica, almindelig hjertetræ, almindelig tornaralie, Alnus japonica, kryptomerie, hønsebenstræ, japansk bøg, japansk valnød, kurilermagnolie og sammen med bl.a. forskellige Bambus- og Rhododendron-arter.
| Portal | Portal:Botanik |